# Troisième République (Madagascar)
La Troisième République, officiellement République de Madagascar, est le régime qu'a connu Madagascar du 18 septembre 1992, date de l'adoption de la nouvelle constitution malgache qui met fin à la République démocratique malgache, jusqu'au 11 décembre 2010, date de la proclamation de la nouvelle constitution qui établit la Quatrième République.

## Historique

### 1991
L'opposition à Didier Ratsiraka s'amplifie, et d'importantes manifestations populaires sont organisées par le parti des Forces vives Rasalama. Elles sont réprimées par l'armée en faisant de nombreuses victimes.
Pour mettre fin aux insurrections, le Premier ministre Guy Razanamasy fait adopter la Convention du 31 octobre 1991. Il est officialisé une transition démocratique et libérale conduite par Albert Zafy qui dirigera la Haute Autorité de l'État, Didier Ratsiraka demeurant symboliquement président de la République.

### 1992
Après une brève période transitoire, une nouvelle Constitution est adoptée par référendum, et Albert Zafy, candidat de l'opposition, est élu à la présidence en 1993.

### 1993
Instauration d'un régime parlementaire. L'Assemblée nationale élit Me Francisque Ravony, au poste de Premier ministre. Début d'un libéralisme économique et politique sans précédent. La démocratie est devenue le leitmotiv du régime de Zafy, soucieux de se distinguer de son prédécesseur. Il instaure aussi un nouveau style de gouvernement voulant selon lui se rapprocher et être au contact du « peuple ». Il multiplie les tournées en province et dans les campagnes les plus reculées (le fameux « Mada Raid »), délaissant ainsi la capitale où se joue un jeu politique des plus mouvementés. Il s'ensuit une certaine instabilité politique caractérisée par les multiples motions de censure et changements de gouvernement, situation que le Président Zafy n'a de toute façon pas le pouvoir de maîtriser. Par ailleurs, l'ajustement structurel de l'économie est au point mort, la croissance tant attendue et promise n'est pas au rendez-vous, les dirigeants malgaches s'étant de plus aventurés et égarés dans les « financements parallèles ». Le torchon a fini par brûler entre Albert Zafy et son Premier ministre soutenu par les députés de la majorité. Le président a dû faire appel à un référendum constitutionnel donnant le pouvoir au président de la République de nommer le Premier ministre afin de destituer Me Ravony, remplacé par le Dr Emmanuel Rakotovahiny.

### 1996
Cet amendement de la Constitution sonna quelque peu le glas du parlementarisme, ce qui provoqua une guerre ouverte entre le président et les députés, laquelle se soldera d'abord par une nouvelle motion de censure du gouvernement et surtout par le vote en juin 1996 de la motion d'empêchement définitif du président par 93 députés sur 135. Le Premier ministre Norbert Ratsirahonana devient chef de l'État par intérim en attendant les nouvelles élections. L'amiral Didier Ratsiraka, rentré quelques mois plus tôt de son exil en France, est réélu au 2e tour de l’élection présidentielle (contre Zafy). Madagascar connaît une période de stabilité économique jusqu'en 2001 avec 4,3 % de croissance annuelle moyenne.

### 2001
Le maire de la capitale, Marc Ravalomanana, arrive en tête de l'élection présidentielle de décembre 2001. Un second tour est prévu mais celui-ci revendique la victoire dès le premier tour sur la base des résultats publiés par son propre quartier général à Ankorondrano (quartier de Tananarive). Ravalomanana dénonce une fraude électorale massive et décide d'acculer ainsi le régime Ratsiraka. Le président Didier Ratsiraka tente de reprendre la main en modifiant les membres de la Haute Cour Constitutionnelle, chargée de proclamer les résultats électoraux à Madagascar. Le candidat Ravalomanana réclame la confrontation des procès-verbaux en sa possession et les procès-verbaux officiels. Le régime refuse une telle méthode jugée « illégale » mais exhorte les opposants à participer au second tour.

### 2002
Marc Ravalomanana est élu président de la République et nomme plus tard Me Jacques Sylla, « Premier ministre ». La capitale étant acquise à la cause de l'ancien maire, Didier Ratsiraka décide de délocaliser le siège du gouvernement à Toamasina, son fief et principal port de l'île situé dans l'est. Le régime érige des barrages routiers pour paralyser et asphyxier la capitale, ce qui finit par paralyser tout le pays.
À l'invitation de l'Union Africaine et du président du Sénégal Abdoulaye Wade, les deux parties protagonistes se réunissent à Dakar et signent des accords en avril 2002 qui prévoit notamment un nouveau décompte des voix, l'organisation d'un référendum (à la place d'un second tour) si la majorité absolue n'était pas obtenue et l'instauration d'un gouvernement d'union nationale dirigé par M. Ravalomanana. Ces accords ne seront pas respectés par les deux parties qui camperont sur leur position, une fois rentrés au pays. Ravalomanana ne relâche pas la pression et finit par obtenir l'annulation de la nomination de la nouvelle Haute Cour constitutionnelle en raison d'un vice de forme, la Cour précédente, reconduite dans ses fonctions, se charge de procéder à la publication des résultats des élections.
En mai 2002, Marc Ravalomanana est déclaré vainqueur dès le premier tour avec plus de 51 % des voix. Il est investi dans ses fonctions de président de la République une semaine plus tard. Il confirme Jacques Sylla au poste de Premier ministre. Il décide de faire appel aux réservistes de l'armée pour lancer des expéditions contre les troupes fidèles à Didier Ratsiraka et pour « libérer » les provinces des barrages. Les deux camps s'affrontent désormais militairement. En juillet 2002, Toamasina, la dernière province où le camp Ratsiraka s'est retranché est tombé entre les mains de Ravalomanana. Didier Ratsiraka prend la fuite avec ses fidèles à bord d'un avion à destination de la France. Les pays occidentaux, les États-Unis en tête, et la France en dernier, reconnaissent la victoire de Ravalomanana. Cependant, l'Union africaine, l'ONU et les bailleurs de fonds ne reconnaissent le régime de Marc Ravalomanana qu'en janvier 2003, à la suite des élections législatives remportées par son parti.
À la fin de son premier mandat, le président Marc Ravalomanana élabore sa vision « Madagascar Naturellement » et met en œuvre le Madagascar Action Plan (MAP), un nouveau programme de développement pour 5 ans.

### 2006
En décembre, le président Marc Ravalomanana est réélu dès le premier tour avec 56 % des voix pour un second mandat de 5 ans, avec comme principal objectif la réalisation du MAP,.

### 2007
En avril 2007, Marc Ravalomanana fait modifier par voie référendaire la Constitution dans un sens qui renforce les pouvoirs présidentiels en permettant les ordonnances « en cas d’urgence et de catastrophe ». Cette révision introduit en outre l’anglais comme troisième langue officielle, modifie la structure administrative en remplaçant les six provinces autonomes par 22 régions et supprime le caractère laïc de l’État malgache.
L’opposition voit dans cette révision des risques de dérive autocratique tandis que l’Église catholique romaine malgache critique sévèrement l’organisation du référendum, et pointe « le pouvoir exorbitant » accordé au président. Les autorités épiscopales catholiques craignent que le président Ravalomanana, qui est vice-président de la puissante Église réformée de Madagascar interfère directement dans les activités religieuses.

### 2008
Au fil des années, les partis d'opposition accusent le régime de paralyser les entreprises locales comme la Savonnerie tropicale,, la société le Quartz. Le gouvernement ne serait pas neutre vis-à-vis des diverses concurrences entre entreprises, qui devraient ne compter que sur elles-mêmes pour assurer leur gestion. Marc Ravalomanana est également pointé du doigt par l'opposition pour avoir « éliminé » les entrepreneurs malgaches performants, accaparé leurs affaires pour se placer lui-même dans tous les secteurs économiques bénéficiaires.
Le problème principal est que des luttes intestines incessantes conjuguées à l'âge de la majorité des élites négligeant leur succession a creusé un vide politique et amené un cruel défaut d'émulation.
Le processus électoral est également fortement décrié par les opposants, qui voudraient lui apporter de fortes améliorations afin d'éviter les troubles lors de chaque élection présidentielle.
août 2008
Le régime Ravalomanana mène un bras de fer intense avec la commune urbaine d'Antananarivo dirigée par le maire révolté de la capitale Andry Rajoelina. Depuis l'accession de ce dernier à ce poste, se sont succédé la confiscation des recettes de la commune par le Trésor, le retrait à la commune de la gestion de la gare routière d'Ampasapito, le retrait de la gestion de l'assainissement de la capitale ; on a constaté d'autre part l'absence de travaux sérieux de la part de la mairie et la dégradation flagrante de la ville.
Novembre 2008
En juillet 2008, le président malgache cède une licence d'exploitation de 1,3 million d'hectares de terres - la moitié des terres arables malgaches - pour une durée de quatre-vingt-dix-neuf ans à la multinationale sud-coréenne Daewoo Logistics dans le but d’approvisionner la Corée du Sud notamment en maïs. L'information est dévoilée en novembre à la suite de la publication dans le Financial Times relayé par d'autres médias du monde et sème la panique du peuple dans la capitale ainsi que la colère et la peur de l'envahisseur contribuant à porter au pouvoir Andry Rajoelina qui dénonce l'accord comme anticonstitutionnel en mars 2009.
Décembre 2008
Le ministre de la Communication de Marc Ravalomanana ferme la chaine de télévision Viva du maire de Tananarive - Andry Rajoelina ayant diffusé un reportage sur l'ancien président Ratsiraka (acte interdit par les lois sur les médias et n'ayant pas eu l'autorisation du ministère de la Télécommunication). S'ensuivent protestations et manifestations.

### 2009
Janvier et février 2009
En janvier 2009, de violentes émeutes secouent la capitale, les partisans du maire de la ville multiplient rassemblements et manifestations.
Le 26 janvier 2009, Andry Rajoelina amène ses partisans dans les rues de la capitale. Les partisans du mouvement orange s'en prennent à la télévision publique, la radio nationale et ciblent les biens du Président Ravalomanana. Plusieurs commerces (Citic, Jumbo Score, Courts, Magro, Suprême Center, Miroiterie de Madagascar...) sont par ailleurs mis à sac et incendiés. Le 31 janvier 2009, Andry Rajoelina s'autoproclame « en charge » de la République de Madagascar.
Le 7 février, Andry Rajoelina désigne sur la place du 13-Mai son Premier ministre « Monja Roindefo » et lui « donne » le Palais d'État d'Ambohitsorohitra. Ce dernier guide le mouvement Orange pour prendre le palais. Les forces de l'ordre ont quadrillé les alentours du palais (zone rouge). Une délégation du mouvement Orange, conduite par le général Dolin, entame des pourparlers avec les responsables du palais. Les gardes leur déclarent que le palais ne pouvait être envahi et qu'ils devraient tirer si jamais la foule forçait l'entrée. La délégation revenant vers la foule l'informe que les gardes allaient tirer mais celle-ci se rue sur le palais, la garde présidentielle ouvre le feu, tuant 28 manifestants et en blessant 212 autres. Plusieurs individus sont encore portés disparus jusqu’à ce jour.
Mars 2009
Andry Rajoelina, poursuivi par la justice, se réfugie à l'ambassade de France le 6 mars 2009.
Le 16 mars 2009, dans la soirée, les militaires mutins prennent de force le Palais d'Ambohitsorohitra, usant de blindés et de lance-roquettes.
Le 17 mars 2009, Marc Ravalomanana démissionne de son poste de Président de la République sous la pression d'une partie de l'armée, il transfère l'intégralité de ses pouvoirs à un directoire militaire dirigé par trois généraux. Après emprisonnement et menace de mort par certains éléments de Andry Rajoelina les trois généraux sont contraints de transférer le pouvoir à ce dernier (malgré le fait que le vice amiral Hyppolite Ramaroson ait dit qu'il n'oublierait jamais cela). Ces changements sont considérés par l'ensemble de la communauté internationale comme un putsch que la France est la première à condamner. Le pays est dirigé pendant quelques heures par le vice-amiral Hippolyte Rarison Ramaroson (en), doyen du directoire militaire. Ce dernier transmet le « pouvoir » à Andry Rajoelina président de la Haute Autorité de transition (HAT) en attendant la tenue de nouvelles élections qu'il annonce dans les vingt-quatre mois à venir (élections qui n'auront pas lieu). Il prête serment le 21 mars 2009 au Stade municipal de Mahamasina.
En retour, le 23 mars 2009, les partisans de Marc Ravalomanana se rassemblent dans le centre de la capitale malgache pour dénoncer la prise de pouvoir illégale d'Andry Rajoelina et réclamer le retour du président Marc Ravalomanana en l'appelant affectueusement « dadanay ». Cette manifestation est réprimée par l'armée de M. Andry Rajoelina.
Le 27 mars, Andry Rajoelina accorde la grâce présidentielle à une partie des prisonniers politiques.
Avril 2009
Début avril, les assises nationales sous la présidence de la Haute Autorité de Transition (HAT) fixent la tenue d'un référendum constitutionnel en septembre 2009, des élections législatives en mars 2010 et une élection présidentielle en octobre 2010, en l'absence des représentants du Tiako i Madagasikara, le parti de Marc Ravalomanana, tenant des assises séparées tandis que des tentatives de conciliations diplomatiques sont engagées. Auparavant, le premier ministre par intérim du régime de transition dirigé par Andry Rajoelina, le général Charles Rabemananjara, transfère son pouvoir à Roindefo Monja.
Le 14 avril, Marc Ravalomanana en exil au Swaziland nomme à son tour un Premier ministre « légal », Manandafy Rakotonirina (en) et revient sur sa démission présidentielle du 17 mars. Cette nomination, est aussitôt dénoncée par le pouvoir en place et le ministre de la justice de la HAT lance un mandat d'arrêt contre le président déchu et son ministre des Finances. L'ONU et les officiels étrangers sont ballottés. Le lendemain, la HAT nomme 11 nouveaux ministres qui rejoignent le gouvernement le 31 mars.
Le 29 avril, arrestation du Premier ministre désigné de l'ex-président en réunion politique avec Ihanta Randriamandranto tête du parti TEZA, des femmes tananariviennes se désignant « légalistes ».
30 avril, le président de l'Assemblée nationale, Jacques Sylla, assisté de parlementaires, renouvelle son serment de continuer à servir la nation malgache.
Mai 2009
Le président de l'Union africaine affrète un avion spécial pour le président de la HAT, pour un séjour non officiel de concertation, de 3 jours en Libye. Des représentants de l'UA, de la SADC, de l'OIF et de l'ONU organisent à l'hôtel Carlton de la capitale une table de négociation avec les quatre principaux partis politiques malgaches actuels.
Marc Ravalomanana s'est exilé en Afrique du Sud et accuse le gouvernement français de se comporter en colonisateur inassouvi.
Le vol Air Madagascar du 27 mai 2009 à destination directe de la France est réquisitionné par Andry Rajoelina sans que les passagers ne soient prévenus et fait un détour par Dakar où la HAT se concertera aussi avec le président sénégalais Abdoulaye Wade.
Un parti vert « hasin'i madagasikara » naît en faveur d'une politique écologique.
Juin 2009
La SADC reconnait la présence de Ravalomanana comme chef d'État à sa conférence annuelle. Pour la première fois depuis la dernière guerre mondiale, les forces armées malgaches installent un périmètre d'alerte dans la défense préventive des frontières du pays, à la suite de rumeurs d'intervention militaire de la SADC.
Le Koweït octroie plusieurs millions de dollars des États-Unis à investir dans les infrastructures routières. Orange (France Telecom) achève la liaison de Madagascar au monde par la fibre optique.
Le 15 juin, une bombe artisanale explose sans faire de victime dans un supermarché Leader Price de la capitale (c'est la première fois depuis la révolution de 1976).
Les exécutions de commerçants par des expéditions de gangs armés s'amplifient.
Juillet 2009
Des rumeurs d'un coup d'État par des mercenaires étrangers à la solde du parti Ravalomanana. Plusieurs attentats à la bombe artisanale sont signalés dans la capitale.
La Croix-Rouge de Madagascar ouvre les premiers Restos du Cœur malgaches avec le soutien initial de l'ambassade de France.
Septembre 2009
La 64e session de l'assemblée générale de l'ONU intègre Andry Rajoelina président de la HAT de la république de Madagascar mais la SADC par son représentant s'y oppose à sa prise de parole comme veut la tradition onusienne.
Octobre 2009
Le Groupe international de contact propose l'application partielle des accords de Maputo, à l'hôtel Carlton d'Antananarivo le 6 octobre. Eugène Mangalaza devient Premier ministre le 10 octobre 2009. Mais cette proposition est incomplète car les chefs des 4 mouvances n'ont pas signé le texte.
La réunion des 4 mouvances va se dérouler à Addis Abeba en Éthiopie du 3 au 6 novembre 2009.
Novembre et décembre 2009
Les 4 mouvances ont prévu de se réunir à Addis Abeba pour concrétiser les engagements prévus par la charte de Maputo. La mouvance Marc Ravalomanana a tout fait pour que ces discussions n'aboutissent à rien de concret en changeant d'avis toutes les 24 heures. Les réunions d'Addis-Abeba ont abouti sur la signature d'un Acte additionnel à la Charte de Maputo en nommant Andry Rajoelina Président de la Transition, Eugène Mangalaza Premier Ministre de la Transition, et Fetison Rakoto Andrianirina et Emmanuel Rakotovahiny coprésidents du Conseil Présidentiel. Une fois rentrées au pays les délégations ont continué les discussions en vue de mettre en place les différentes institutions prévues par la Charte de Maputo, ainsi que son Acte additionnel, signés à Addis-Abeba. Cependant, la composition du gouvernement d'union nationale pose beaucoup de problèmes, les parties n'arrivant pas à trouver un terrain d'entente. Finalement, le dialogue semble rompu le 8 décembre du fait de la réunion des autres chefs de mouvance à Maputo durant laquelle ils ont signé un document répartissant les portefeuilles ministériels sans le consentement du Président Andry Rajoelina. Une lettre officielle de la Haute Autorité de Transition a été envoyée au gouvernement du Mozambique pour lui signifier la rupture des vols entre les deux pays. Une autre lettre de la HAT a été également envoyée aux autorités d'Afrique du Sud pour interdire une liste de personnalités de prendre un vol en direction de Madagascar. Les leaders des 3 mouvances citées dans cette lettre étaient donc retenus plusieurs jours en exil forcé en Mozambique et en Afrique du Sud.
Le 18 décembre 2009 le Président de la Haute Autorité de la Transition signe une ordonnance (no 2009-018) réorganisant le régime de la Transition. C'est la fin des mouvances à Madagascar.

### 2010
Par référendum du 17 novembre 2010 au suffrage universel direct, la population se positionne par OUI ou NON sur le changement de la Constitution. Cette nouvelle constitution est proclamée le 11 décembre de la même année, et fait entrer le pays dans sa IVe république.

### Sources et bibliographie
- Charles Cadoux, « La constitution de la Troisième République malgache », Politique africaine, no 52,‎ 1993, p. 58-66 (lire en ligne, consulté le 21 novembre 2015)